# Lijst van voetbalinterlands Chili - Joegoslavië
Deze lijst van voetbalinterlands is een overzicht van alle officiële voetbalwedstrijden tussen de nationale teams van Chili en Joegoslavië. De landen speelden in totaal een keer tegen elkaar. Dat was de troostfinale van het Wereldkampioenschap voetbal 1962 op 16 juni 1962 in Santiago.

## Wedstrijden
| № | Plaats   | Datum        | Competitie | Wedstrijd           | Uitslag |
| - | -------- | ------------ | ---------- | ------------------- | ------- |
| 1 | Santiago | 16 juni 1962 | WK 1962    | Chili – Joegoslavië | 1 – 0   |

## Samenvatting
| Competitie   | Totaal gespeeld | Winst Chili | Gelijk | Winst Joegoslavië | Doelsaldo Chili – Joegoslavië |
| ------------ | --------------- | ----------- | ------ | ----------------- | ----------------------------- |
| WK-eindronde | 1               | 1           | 0      | 0                 | 1 − 0                         |
| Totaal       | 1               | 1           | 0      | 0                 | 1 − 0                         |

Wedstrijden bepaald door strafschoppen worden, in lijn met de FIFA, als een gelijkspel gerekend.